# 二级警监

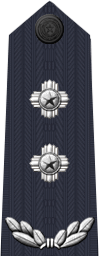
二级警监警衔肩章

二级警监为中国警衔体系的第4等级，由国务院总理授予正厅级、副厅级以及专业技术高级警官，现行制式衬衣为白色，标志为一枚橄榄枝加2枚四角星花。

## 选升标准
根据1995年1月28日中华人民共和国最高人民法院、最高人民检察院、公安部、国家安全部及司法部联合颁布实施的《人民警察选升警衔的暂行办法》规定：德才表现优秀，担任三级警监期间年度考核称职，在职务等级编制警衔幅度内符合下列条件的人民警察，可以选升为二级警监：

### 副厅级职务人员
1. 省以上公安机关的副厅（局）长、省会市（副省级建制的城市）公安局副厅级的局长，任三级警监满3年、任现职级时间满2年、参加工作时间满25年，或者任三级警监满6年者。
2. 其它副厅级领导职务人员，任三级警监满4年、任现职级时间满3年、参加工作时间满30年，或者任三级警监满6年者。
3. 副厅级非领导职务人员，任三级警监满5年、任现职级时间满3年、参加工作时间满35年，或者任三级警监满6年者。

### 专业技术职务人员
1. 任专业技术三级警监满4年、任现职级时间满3年、参加工作时间满30年，或者任三级警监满6年的教授级专业技术职务人员。
2. 做出特别突出贡献，同时任专业技术三级警监满4年、任现职级时间满3年、参加工作时间满32年，或者任三级警监满7年的副教授级专业技术职务人员。